# V489 Возничего
V489 Возничего (лат. V489 Aurigae) — одиночная переменная звезда в созвездии Возничего на расстоянии (вычисленном из значения параллакса) приблизительно 2296 световых лет (около 704 парсеков) от Солнца. Видимая звёздная величина звезды — от +13,3m до +12,5m.

## Характеристики
V489 Возничего — красная пульсирующая медленная неправильная переменная звезда (LB:) спектрального класса M. Эффективная температура — около 3296 K.